# وی کیم وی
وی کیم وی (به انگلیسی: PBM BBM DUT) (به چینی: 黄金辉؛ پین‌یین: Huáng Jīnhuī؛ Pe̍h-ōe-jī: Ûiⁿ Kim-hui؛ ۴ نوامبر ۱۹۱۵–۲ مه ۲۰۰۵) یک روزنامه‌نگار سنگاپوری بود که به عنوان روزنامه‌نگار و دیپلمات و از سال ۱۹۸۵ تا زمان استعفای او در سال ۱۹۹۳ به عنوان رئیس‌جمهور خدمت کرد.
وی پیش از ریاست‌جمهوری خود بین سال‌های ۱۹۷۳ تا ۱۹۸۰ کمیساریای عالی سنگاپور در مالزی، بین سال‌های ۱۹۸۰ تا ۱۹۸۴ سفیر در ژاپن و بین سال‌های ۱۹۸۱ تا ۱۹۸۴ سفیر در جمهوری کره بود.

## ریاست جمهوری
وی تصمیم گرفت که در انتخابات اولیه ریاست جمهوری بعدی که اولین بار در سنگاپور با رای مردم تعیین شود، شرکت نکند و پس از پایان دوره دوم ریاست جمهوری خود بازنشسته شد. او همچنین اولین رئیس‌جمهوری است که بر اساس اصلاحات قانون اساسی در تاریخ سنگاپور از اختیارات حضانت استفاده می‌کند.
وی در ۲ می ۲۰۰۵ در سن ۸۹ سالگی بر اثر سرطان پروستات در خانه خود در دشت سیگلاپ در سنگاپور درگذشت
- مشارکت‌کنندگان ویکی‌پدیا. «Wee Kim Wee». در دانشنامهٔ ویکی‌پدیای انگلیسی، بازبینی‌شده در ۳ ژانویهٔ ۲۰۲۳.

1. ↑  CHUA Lay Huan
2. ↑  CHUA Kim Teng, 蔡金鼎
3. ↑  SPEECH BY PRIME MINISTER LEE KUAN YEW IN MOVING THE MOTION ON THE ELECTION OF MR WEE KIM WEE AS PRESIDENT OF THE REPUBLIC OF SINGAPORE ON 30 AUG 85 IN PARLIAMENT
4. ↑  "Dr Wee Kim Wee". Istana Singapore. Archived from the original on 10 April 2016. Retrieved 7 April 2016.